# Eremocosta calexicensis
Eremocosta calexicensis es una especie de arácnido  del orden Solifugae de la familia Eremobatidae.

## Distribución geográfica
Se encuentra en Estados Unidos y (México).